# Podocarpus fasciculus
Podocarpus fasciculus é uma espécie de conífera da família Podocarpaceae.
Pode ser encontrada nos seguintes países: Japão e Taiwan.
Está ameaçada por perda de habitat.